# Futurama: Die Ära des Tentakels
Futurama: Die Ära des Tentakels (Originaltitel: Futurama: The Beast with a Billion Backs) ist ein US-amerikanischer Science-Fiction-Zeichentrickfilm in Spielfilmlänge aus dem Jahr 2008. Er ist der zweite von vier Filmen, die auf der Fernsehserie Futurama beruhen und zusammen deren fünfte Sendestaffel darstellen. Die Direct-to-DVD-Produktion wurde in den Vereinigten Staaten und Kanada am 24. Juni 2008 veröffentlicht; in Deutschland ist die DVD am 12. September 2008 erschienen.
Im Audiokommentar der DVD bestätigt David X. Cohen, dass sich der Originaltitel auf die englische Redensart „the beast with two backs“ für Geschlechtsverkehr aus William Shakespeares Othello bezieht.

## Handlung
Die Handlung schließt an das offene Ende des Vorgängerfilms Bender’s Big Score an, an dessen Schluss Bender einen Riss in ein anderes Universum verursacht.
Einen Monat später stellt Fry seine neue Freundin Colleen vor. Bender ist sauer auf Fry, weil dieser aus der gemeinsamen WG mit Colleen zusammenziehen möchte. Jedoch macht Fry bald mit Colleen Schluss, als er herausfindet, dass sie polyamor lebt. Professor Farnsworth nimmt an einer Konferenz über die durch den Riss hervorgerufenen Anomalie teil sowie sein Erzrivale Wernstrom. Dieser stimmt zwar Farnsworths Expedition zur Anomalie zu, jedoch möchte er selbst auf eigene Expedition gehen. Bei einem Wettbewerb gewinnt der Professor die Expedition für sein Team.
An der Anomalie wird Bender zu deren Erkundung geschickt, jedoch verursacht seine Berührung eine Schockwelle, welche die Crew davon schleudert. Wernstrom entdeckt, dass die Anomalie elektronische Objekte abstößt, während Lebewesen den Riss passieren können. Die beiden Wissenschaftler verbünden sich, um eine weitere Expedition zu starten, werden aber zu Gunsten eines militärischen Angriffes, kommandiert von Zapp Brannigan, abgewiesen. Fry schleicht sich in seinem Liebeskummer auf Zapps Schiff, um Trost im anderen Universum zu finden. Bender wird Mitglied in der „Liga der Roboter“, einer geheimen Robotergesellschaft. Sein Hass gegenüber Menschen macht ihn schnell zu einem angesehenen Mitglied.
Während Fry die Anomalie betritt, geht Zapps Angriffsplan schief und Kif stirbt bei einem Unfall. Während Fry durch das fremde Universum treibt, stößt er auf ein riesiges Auge mit Tentakeln. Diese dringen durch den Riss und greifen jedes Lebewesen an. Die Tentakel sind unzerstörbar, da sie aus Elektromaterie bestehen. Fry verliebt sich in das Tentakelmonster, genannt Yivo, und wird Papst einer neuen Religion, welche Yivo verehrt. Die Tentakel heften sich an den Nacken jedes Lebewesens, wodurch diese ebenfalls Yivo lieben. Auf der Flucht vor den Tentakeln treffen Amy, Leela und Zapp auf Bender, der ihnen hilft, sich zu verstecken. Jedoch ertappt ihn die Liga auf frischer Tat und verspottet ihn, wofür er Calculon zu einem Duell herausfordert.
In einer verlassenen Hütte nutzt Zapp Amys Trauer aus, um mit ihr zu schlafen. Schließlich erwischen die Tentakel auch sie und Leela ist die letzte freie Person im Universum. Sie entdeckt, dass die Tentakel nur Geschlechtsorgane sind, und enthüllt dies auf einer religiösen Zusammenkunft, auf der Yivo zu allen spricht. Yivo gibt zu, dass seine ursprüngliche Absicht lediglich Paarung war, es jedoch mit allen 20 Quadrillionen Lebewesen im Universum seelenverwandt ist. Als Zeichen des guten Willens belebt er Kif wieder. Yivo will die Beziehung mit jedem neu beginnen, entfernt die Tentakel und lädt jeden zu einem Rendezvous ein.
Währenddessen gewinnt Bender das Duell gegen Calculon und zerstört einen Teil des Hauptquartiers der Liga. Calculon ist von Benders Verhalten angewidert, tritt aus der Liga aus und gibt die Präsidentschaft an Bender weiter. Nach dem Rendezvous meint das Universum, dass Yivo keine Bindung eingehen will, und will ihm den Laufpass geben. Bevor sie es ihm sagen können, macht Yivo dem Universum einen Antrag, das dieses annimmt. Derweil trifft Bender ein Abkommen mit dem Roboter-Teufel, um eine Roboterarmee aufzustellen und die Welt zu unterjochen. Bevor er jedoch angreifen kann, verlassen die Menschen freiwillig die Erde, um auf Yivo zu leben. In Yivos Universum müssen alle versprechen, niemals Kontakt mit einem anderen Universum aufzunehmen. Fry schickt jedoch Bender einen Brief auf die Erde, ohne dass Yivo davon weiß. Auch Leela akzeptiert Yivo, als sie sieht, dass jeder glücklich ist.
Nachdem Bender Frys Brief gelesen hat, bricht er auf, um seinen Freund zu retten. Er und seine Armee harpunieren Yivo durch die Anomalie und ziehen es in ihr Universum, wo es den Robotern möglich ist, Yivo anzugreifen. Fry überzeugt Bender, Yivo zu verschonen, aber Yivo entdeckt, dass Benders Schwert mit Elektromaterie von Frys Brief überzogen ist. Da Fry sein Versprechen gebrochen hat, macht Yivo mit dem Universum Schluss. Yivo findet Trost bei Colleen, die als einzige bei Yivo bleiben darf. Dann schließt Yivo die Anomalie.

## Synchronisation
→ siehe: Futurama

### Gastauftritte
- Brittany Murphy: Colleen
- David Cross: Yivo
- Stephen Hawking als er selbst
- Dan Castellaneta: Roboterteufel

## DVD
20th Century Fox Home Entertainment veröffentlichte den Film am 24. Juni 2008 auf DVD. Die DVD enthält einen Kommentar, geschnittene Szenen und Bildmaterial, das für das Futurama Videospiel animiert wurde.